# 消江 (潇水支流)
消江，是中国长江流域的一条河流，汇入潇水，属于湘江水系。河长83千米，流域面积1216平方千米，多年平均流量33立方米每秒。自然落差576米。水能理论蕴藏量2万千瓦。